# Club Esportiu Banyoles
El Club Esportiu Banyoles es un club de fútbol español de Cataluña, en la ciudad de Bañolas (Gerona) España. Fue fundado en 1913 y juega en Tercera División.

## Historia
El 15 de agosto de 1913 Francesc Ridges Ballestero Pérez funda el FC Banyoles e inaugura el "Camp de les Macetes". El primer partido disputado es contra El Tricicle de Palamós. El año 1925 se inaugura el Nou camp de futbol "Centre d'Esports", cambia el nombre del club: Centre d'Esports Banyoles.
El año 1928 el CE Banyoles ingresa en la Federación de Fútbol de Cataluña.
El 13 de marzo de 1932 inaugura el "Camp de les Pedreres" y más tarde el "Camp dels prats de l’Estany". El 1942 el club cambia a CD Banyoles. En 1943 se instala en  "Camp dels Servites". En septiembre de 1958 inaugura el nou camp d’esports del carrer Nord, actual "Camp Vell". El 25 de octubre de 1968 se inaugura el "Camp Nou" contra el FC Barcelona. El año 1969 se celebra la 1.ª copa Torneo de l’Estany, organizado por el club con la participación de clubs como el Girona, Olot y Figueres. 

## Presidentes
- 1933-1936 Jaume Cristina i Laporta
- 1943-1944 Miquel Planas i Veiñas
- 1944-1946 Salvador Costa i Rigola
- 1946-1952 Lluís Hostench i Franch
- 1952-1959 Joseph Daniel Ridges
- 1959-1960 Joseph Daniel Ridges
- 1960-1963 Joseph Daniel Ridges
- 1963-1964 Joseph Daniel Ridges
- 1964-1966 Joseph Daniel Ridges
- 1966-1971 Joseph Daniel Ridges
- 1971-1973 Joseph Daniel Ridges
- 1973-1974 Pere Planas i Planas
- 1974-1978 Francesc Nogué i Jové
- 1978-1983 Joan Banal i Bertan
- 1983-1987 Josep Corominas i Mitjavila
- 1987-2007 Josep Planas i Farreras
- 2007-2009 Joaquim Ferrer i Anglada
- 2009-     Jordi Omedes

## Temporadas
El club ha militado 21 temporadas en Tercera División.
| - 1957-58: 3a División 11.º - 1958-59: 3a División 13.º - 1982-83: 3a División 6.º - 1983-84: 3a División 9.º - 1984-85: 3a División 5.º - 1985-86: 3a División 8.º | - 1986-87: 3a División 9.º - 1987-88: 3a División 14.º - 1988-89: 3a División 10.º - 1989-90: 3a División 15.º - 1990-91: 3a División 3.º - 1991-92: 3a División 17.º | - 1994-95: 3a División 13.º - 1995-96: 3a División 11.º - 1996-97: 3a División 14.º - 1997-98: 3a División 10.º - 1998-99: 3a División 10.º - 1999-00: 3a División 16.º | - 2000-01: 3a División 20.º - 2003-04: 3a División 12.º - 2004-05: 3a División 19.º - 2006-07: 1a Catalana 4.º |

## Trofeos amistosos
- Trofeo Costa Brava: (2) 1983, 1998

- Datos: Q3065703